# Décès en 1447
Décès
- 1443
- 1444
- 1445
- 1446
- 1447
- 1448
- 1449
- 1450
- 1451

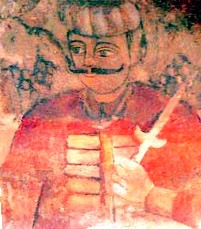
Vlad II le Dragon, mort en 1447.

Cette page dresse une liste de personnalités mortes au cours de l'année 1447 :
- 5 février : Louis III de Bueil, chevalier, seigneur de Marmande.
- 23 février :
  - Eugène IV (Gabriele Condulmer), moine bénédictin italien, pape de 1431 à 1447.
  - Humphrey de Lancastre, comte de Pembroke et duc de Gloucester.
- 6 mars : Sainte Colette (ou Nicole de Corbie), réformatrice des clarisses.
- 13 mars : Shahrokh, ou plutôt Châhrokh Mirzâ, grand émir timouride et plus jeune fils de Tamerlan.
- 3 avril : Niccolò d'Acciapaccio, cardinal italien.
- 11 avril : Henri Beaufort, cardinal d'Angleterre.
- 1er mai : Louis VII de Bavière, duc de Bavière-Ingolstadt.
- 6 juillet : António Martins de Chaves, cardinal portugais.
- 10 juillet : Pasquier de Vaux, évêque de Lisieux, de Meaux et d'Évreux.
- 23 juillet : Étienne II de Moldavie, voïvode de Moldavie.
- 5 août : Jean Holland, comte de Huntingdon puis 1er duc d'Exeter, noble anglais et commandant militaire pendant la guerre de Cent Ans.
- 9 août : Conrad IV d'Oleśnica dit l'Ainé, duc Piast de Silésie, duc conjoint d'Oleśnica puis de Kąty Wrocławskie et Bierutów, et aussi évêque de Wroclaw.
- 13 août : Philippe Marie Visconti, à Milan, dont Charles d'Orléans était l'héritier légitime.
- 15 septembre : Denis du Moulin, pseudo-cardinal français.
- 23 septembre : Philippe Marie Visconti, 3e duc de Milan.
- décembre : Vlad II le Dragon, ou Vlad II Dracul', Drăculea, Dracula, Dracules, Dragulios, prince de Valachie.

- Giacomo II Crispo, duc de Naxos.
- Jean Ier Michel, évêque d'Angers.
- Mircea II le Jeune, prince de Valachie.
- Ostasio III da Polenta, homme politique italien.

date incertaine  (vers 1447)
- Masolino da Panicale, peintre italien (Tommaso di Cristoforo Fini, 1383-v. 1447), qui réalisa la plus grande partie de ses œuvres en collaboration avec Masaccio.

## Crédit d'auteurs
- Cet article est partiellement ou en totalité issu de l'article intitulé « 1447 » (voir la liste des auteurs).